# Fjolla Morina
Fjolla Morina, född den 15 April 1985 i Pristina Kosovo, är en albansk sångerska. Hennes hittills största hit är låten "Fuckin' Bitch" (FB) från år 2013.
Morina föddes i Kosovo. 2008 debuterade hon i Top Fest med låten "Detalje intimë". Året därpå hette hennes bidrag "Në flagrancë". 2011 släppte hon singeln "Zemër s'po ta fal". I januari 2014 släppte hon musikvideon till låten "Jena bo tym" som hon gjorde tillsammans med Stresi.

## Diskografi

### Singlar
- 2005– "O pse të du"
- 2008 – "Detalje intimë"
- 2008 – "Diagnoza"
- 2008 – "Në flagrancë"
- 2011 – "Zemër s'po ta fal"
- 2011 – "E di do kaloj"
- 2012 – "Boy"
- 2013 – "Fuckin' Bitch (FB)"
- 2014 – "Jena bo tym"